# Algoritmo rho di Pollard
L'algoritmo rho di Pollard è un algoritmo di fattorizzazione di numeri interi, basato sull'aritmetica modulare. Ideato da John Pollard nel 1975, è adatto in particolare alla ricerca di fattori piccoli; è stato usato nel 1981 per fattorizzare l'ottavo numero di Fermat. È un algoritmo probabilistico, nel senso che non garantisce di produrre un risultato.

## Algoritmo
L'algoritmo si basa sulla generazione di una sequenza pseudo-casuale di numeri modulo n (che è il numero che si cerca di fattorizzare): una sequenza ampiamente usata è
{\displaystyle {\begin{cases}x_{0}=2\\x_{i+1}=x_{i}^{2}+1\mod n\end{cases}}}
dove xk è il k-esimo numero della sequenza.
Se la successione è "sufficientemente casuale", allora si dovrebbe osservare un ciclo dopo circa {\displaystyle {\sqrt {n\pi /2}}} iterazioni; se però p è un fattore di n, allora la sequenza si ripeterà anche modulo p, ma dopo circa {\displaystyle {\sqrt {p\pi /2}}} passi.
Poiché tuttavia p non è conosciuto, bisogna ricorrere ad un altro metodo per verificare le eventuali ripetizioni, e cioè calcolare il massimo comun divisore tra n e la differenza xi-xj, per ogni coppia (i,j). Nella pratica, tuttavia, calcolare il massimo comun divisore per ogni coppia di indici renderebbe il test molto lento, quasi quanto il metodo delle divisioni per tentativi: si può dimostrare però che è sufficiente considerare le differenze x2i-xi, velocizzando notevolmente l'esecuzione dell'algoritmo.
È possibile tuttavia che il massimo comun divisore sia n: in tal caso l'algoritmo ha fallito, ed è necessario riprovare con un'altra sequenza, oppure con un diverso punto di partenza. Se n è primo, il metodo fallisce per ogni successione e ogni punto di partenza.
La complessità computazionale dell'algoritmo è, nella notazione O-grande, {\displaystyle O(p^{1/2}\ln ^{2}(n))} dove p è il fattore di n; volendolo esprimere in funzione di quest'ultimo, è {\displaystyle O(n^{1/4}\ln ^{2}(n))} (perché se n non è primo allora ha almeno un fattore primo {\displaystyle p\leq n^{\frac {1}{2}}}).

### Pseudocodice
1. x=2, y=2, d=1;
2. While (d=1)
  1. x=f(x);
  2. y=f(f(y));
  3. d=MCD(|x-y|,n);
3. Se d=n l'algoritmo fallisce; altrimenti d divide n